# Сент-Бернард (парафія)
Шаблон:StateAbbr_ 29°53′ пн. ш. 89°21′ зх. д. / 29.89° пн. ш. 89.35° зх. д.
Округ  Сент-Бернард (англ. St. Bernard Parish) — округ (парафія) у штаті  Луїзіана, США. Ідентифікатор округу 22087.

## Демографія
За даними перепису 
2000 року 
загальне населення округу становило 67229 осіб, зокрема міського населення було 64592, а сільського — 2637.
Серед мешканців округу чоловіків було 32495, а жінок — 34734. В окрузі було 25123 домогосподарства, 18301 родин, які мешкали в 26790 будинках.
Середній розмір родини становив 3,12.
Віковий розподіл населення поданий у таблиці:
| Стать    | До 15 років | 15-21 | 22-29 | 30-39 | 40-49 | 50-65 | 65-85 | Понад 85 |
| -------- | ----------- | ----- | ----- | ----- | ----- | ----- | ----- | -------- |
| Чоловіки | 7061        | 3495  | 3286  | 4901  | 5158  | 4864  | 3507  | 223      |
| Жінки    | 6816        | 3283  | 3410  | 5010  | 5311  | 5372  | 4975  | 557      |

## Суміжні округи
- Генкок, Міссісіпі — північ
- Гаррісон, Міссісіпі — північний схід
- Плакмін — південь
- Новий Орлеан — північний захід

## Виноски
1. ↑  U.S. Decennial Census. United States Census Bureau. Процитовано 1 вересня 2014.
2. ↑  Historical Census Browser. University of Virginia Library. Архів оригіналу за 11 серпня 2012. Процитовано 1 вересня 2014.
3. ↑  Population of Counties by Decennial Census: 1900 to 1990. United States Census Bureau. Процитовано 1 вересня 2014.
4. ↑  Census 2000 PHC-T-4. Ranking Tables for Counties: 1990 and 2000 (PDF). United States Census Bureau. Процитовано 1 вересня 2014.
5. ↑  State & County QuickFacts. United States Census Bureau. Архів оригіналу за 6 червня 2011. Процитовано 18 серпня 2013. [Архівовано 2011-06-06 у Wayback Machine.](англ.) Наведено за англійською вікіпедією.
6. ↑  American FactFinder. Бюро перепису населення США. Архів оригіналу за 26 лютого 2012. Процитовано 31 січня 2008. [Архівовано 2008-05-21 у Wayback Machine.]

| США | Це незавершена стаття з географії США. Ви можете допомогти проєкту, виправивши або дописавши її. |